# Drymoluber brazili
Drymoluber brazili — вид змій родини полозових (Colubridae). Мешкає в Бразилії і Парагваї.

## Поширення і екологія
Drymoluber brazili широко поширені на Бразильському нагір'ї, а також спостерігалися на сході Парагваю. Вони живуть в саванах серрадо, у вологих атлантичних лісах та в перехідній зоні між серрадо і каатингою. Зустрічаються на висоті від 330 до 1040 м над рівнем моря.